# Andesboomjager
De Andesboomjager (Thripadectes flammulatus) is een zangvogel uit de familie Furnariidae (ovenvogels).

## Verspreiding en leefgebied
Deze soort komt voor van westelijk Venezuela tot noordelijk Peru en telt twee ondersoorten:
- T. f. bricenoi: westelijk Venezuela.
- T. f. flammulatus: noordoostelijk Colombia en van zuidwestelijk Venezuela tot Ecuador en noordelijk Peru.

## Status
De grootte van de populatie is niet gekwantificeerd maar de soort wordt omschreven als schaars. Op de Rode lijst van de IUCN heeft deze soort de status niet bedreigd.